# Siebel Flugzeugwerke
Die Siebel Flugzeugwerke KG in Halle (Saale) ging aus den 1934 gegründeten Klemm-Flugzeugwerken Halle (Zweigwerk der Leichtflugzeugbau Klemm in Böblingen) hervor, die im Dezember 1937 von Friedrich Siebel übernommen wurden. Sie befand sich westlich von Mötzlich in der Boelckestraße 70 (heute: Dessauer Str. 70 (51° 30′ 42,4″ N, 11° 59′ 39,6″ O)), einer Straße, die von 1939 bis 1945 für den öffentlichen Verkehr gesperrt war.

## Die Anfänge

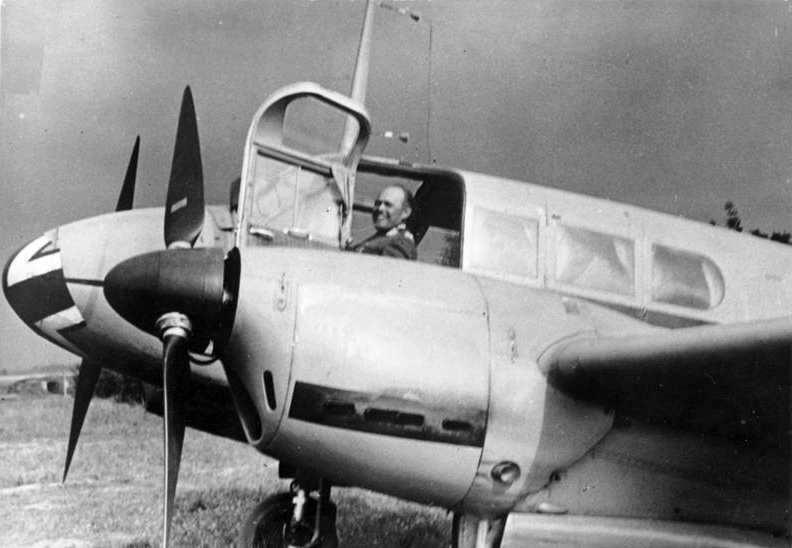
Albert Kesselring in einer Fh 104

Die Siebelwerke bauten vor allem Reise- und Verkehrsflugzeuge eigener Konstruktion sowie als Lizenzbau Nahaufklärer Heinkel He 46, Schulflugzeuge Focke-Wulf Fw 44 „Stieglitz“, sowie Bomber/Aufklärer Dornier Do 17 M/P und Junkers Ju 88. Die bekanntesten eigenen Typen waren die Fh 104, Fh/Si 204 und Si 202, auch „Hummel“ genannt. Ab 1944 arbeitete der Versuchsbau des Werkes am Überschallflugzeug DFS 346 mit um 45 Grad nach hinten gepfeilten Flügeln und Raketenantrieb.
Zur selben Zeit wurden in Halle Häftlinge aus Polen, Tschechien, UdSSR, Frankreich, Niederlanden und weiteren Nationen im KZ-Außenlager Birkhahn, einem Außenlager des KZ Buchenwald, zur Zwangsarbeit bei den Siebel-Werken eingesetzt. Am 7. Juli und 16. August 1944 sowie am 30. März 1945 erfolgten Luftangriffe der United States Army Air Forces auf das Werk.
Nachdem Halle (Saale) nach zunächst amerikanischer Besetzung ab Juli 1945 zur sowjetischen Besatzungszone gehörte, wurde an der Weiterentwicklung der DSF 346 gearbeitet.

## Entwicklung nach dem Krieg
Im Oktober 1946 wurde das Werk demontiert und einige Mitarbeiter (etwa 25) mit ihren Familien, soweit habhaft, im Rahmen der Aktion Ossawakim nach Dubna(-Podberesje), etwa 120 Kilometer nördlich von Moskau verbracht. Im so genannten Konstruktionsbüro OKB 2 wurde unter Diplomingenieur Heinz (Heinrich) Rössing weitergearbeitet. Im Herbst 1950 durften die ersten „Siebelaner“ wieder nach Deutschland zurückkehren.
Gemeinsam mit seinem Geschäftspartner Bernhard Weinhardt, dem er schon aus seiner Zeit in Halle verbunden war, gründete Friedrich Siebel im Jahre 1948 in München wieder ein Unternehmen zum Lizenzbau und Vertrieb ausländischer Sport- und Verkehrsflugzeuge, die Siebel Flugzeugwerke ATG (SIAT). Der Firmensitz wurde 1956 nach Donauwörth verlegt und 1958 in Kooperation mit der Waggon- und Maschinenbau GmbH Donauwörth (WMD) die WMD-Siebelwerke ATG (WMD/SIAT) geschaffen. Damit begann der Wiedereinstieg in den Flugzeugbau mit Aufträgen für die Fertigung von Großteilen. Später war das Unternehmen an vielen Flugzeugprojekten der Nachkriegszeit maßgeblich beteiligt.
Nachdem die Bölkow GmbH die Mehrheit am Unternehmen erworben hatte, wurde es 1968 im Rahmen der Fusion zur Messerschmitt-Bölkow GmbH vollständig in den Konzern integriert.

## Bauwerke in Halle

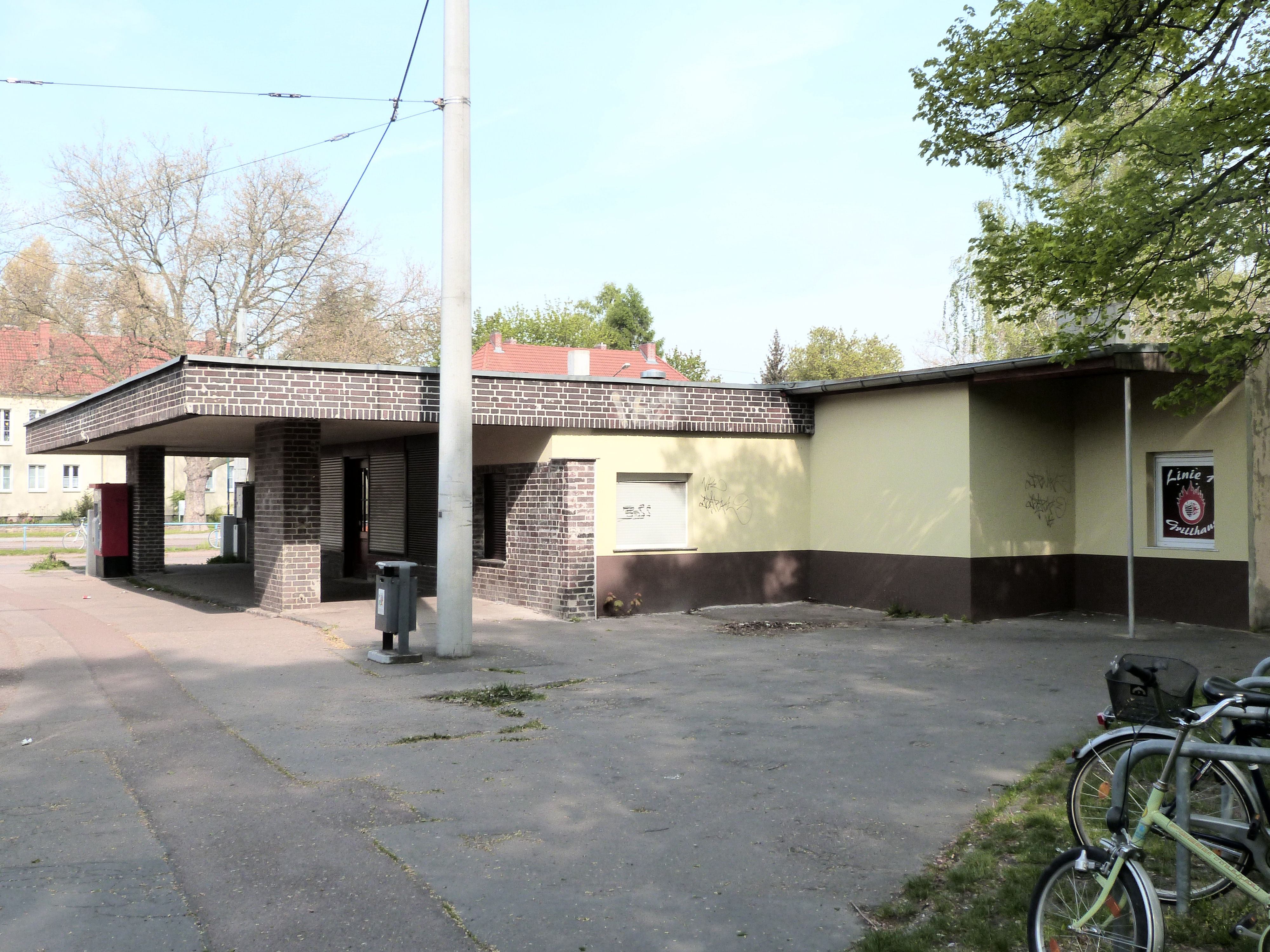
Relikt der Flugzeugwerke: Straßenbahn-Wartehalle in der Dessauer Straße

Die Bauten der Siebel-Flugzeugwerke in Halle entstanden nach Entwürfen des Architekten Lois Welzenbacher unter Mitarbeit von Karl Haas und Werner Buch. Nach der Demontage durch sowjetische Truppen wurden die Bauwerke 1947 fast vollständig gesprengt und abgetragen.
Stark verändert, aber gut erhalten ist noch das ehemalige Siebel-Verwaltungsgebäude Dessauer Straße 70, das heute vom Landesverwaltungsamt Sachsen-Anhalt genutzt wird. Das ehemals ein- bis zweistöckige Gebäude mit Flachdach wurde zu DDR-Zeiten erweitert, zu einer Ebene aufgestockt und mit einem Dachgeschoss versehen.
Ein weiteres Relikt ist die Wartehalle an der Endhaltestelle der heutigen Linie 1 der Halleschen Straßenbahn.